# Michel Kafando
Michel Kafando, né le 18 août 1942 à Ouagadougou, est un diplomate et homme d'État burkinabè. Il est président de transition de 2014 à 2015. Il fait face en 2015 à un coup d'État qui échoue et lui permet de rapidement de reprendre ses fonctions avant de quitter le pouvoir peu après. Il est envoyé spécial des Nations unies au Burundi de 2017 à 2019, année de sa démission.

## Biographie

### Jeunesse et études
Kafando obtient une licence en droit public de l'université de Bordeaux en 1969, puis un diplôme en sciences politiques en 1972 à Paris. Il étudie la même année à l'Institut de hautes études internationales et du développement. En 1990, il obtient un doctorat de l'université Paris I Panthéon-Sorbonne. 
Il est marié et père de deux enfants.

### Carrière diplomatique et politique
Michel Kafando est représentant de la Haute-Volta (ancien nom du Burkina Faso) auprès de l'Organisation des Nations unies de 1981 à 1982 avant d'occuper le poste de ministre des Affaires étrangères de 1982 à 1983, sous la présidence de Jean-Baptiste Ouédraogo. 
Opposé au président Thomas Sankara, il est l'un des dirigeants de l'opposition installée en Côte d'Ivoire avec le soutien financier du président Félix Houphouët-Boigny. Il participe à ce titre à une réunion de la World Anti-communist League (WACL).
De 1998 à 2011, il est de nouveau représentant de son pays auprès de l'ONU, avant de prendre sa retraite.
Après un mandat présidentiel au Burkina Faso, de 2014 à 2015, comme président de transition, Michel Kafando est nommé envoyé spécial des Nations unies au Congo-Brazzaville du 12 au 16 mars 2016. Ensuite, il est nommé au Burundi le 5 mai 2017. Sa mission est de coordonner les actions menées par les Nations unies en faveur de la paix et le développement dans la crise politique que vit le pays. Il quitte ses fonctions le 30 octobre 2019.

### Président de transition
Le 17 novembre 2014, Michel Kafando est nommé président de transition du Burkina Faso par un conseil de désignation. Il est chargé particulièrement de préparer la prochaine élection présidentielle. Il prête serment dès le lendemain, afin de pouvoir nommer le Premier ministre, Isaac Zida, qui, le 21 novembre, transmet officiellement sa charge de chef de l'État à Michel Kafando.

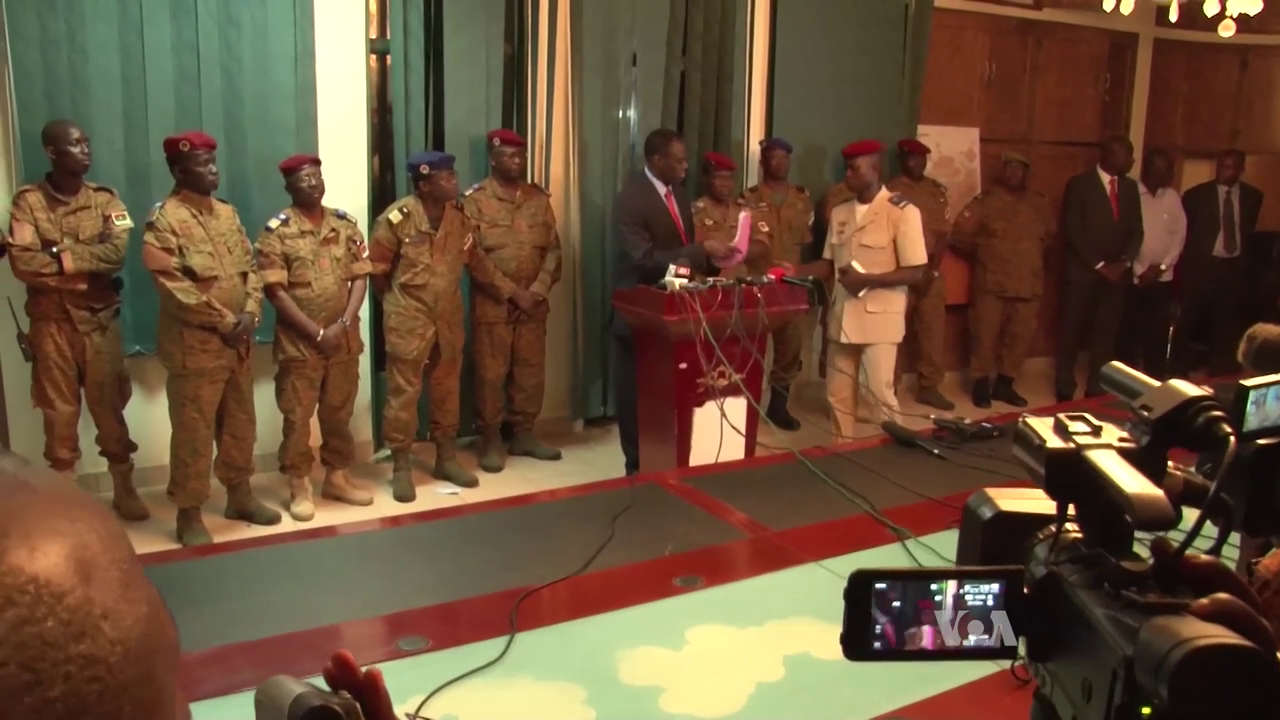
Conférence de presse de Michel Kafando après la reprise du camp du RSP le 30 septembre 2015.

Le 16 septembre 2015, deux jours après que la Commission de réconciliation nationale et des réformes (CRNR) a recommandé de dissoudre le Régiment de sécurité présidentielle (RSP), des membres de celui-ci retiennent en otage Kafando et Zida,. L'échec de ce putsch dirigé par le général Diendéré permet à Kafando de reprendre son poste dès le 23 septembre.
Le 29 décembre 2015, le président élu, Roch Marc Christian Kaboré, lui succède.